# Turistická značená trasa 7212
 Turistická značená trasa 7212 je 1,5 km dlouhá žlutě značená trasa Klubu českých turistů v okrese Trutnov spojující Obří důl a Modrý důl. Její převažující směr je jihozápadní. Trasa se v celé délce nachází na území Krkonošského národního parku.

## Průběh trasy
Turistická trasa má svůj počátek ve spodní části Obřího dolu na rozcestí s modře značenou trasou 1813 z Obřího sedla do Pece pod Sněžkou. Nejprve překračuje Úpu a poté přilehlý mokřad po povalovém chodníku. Poté coby lesní pěšina stoupá k jihozápadu úbočím Studniční hory přičemž překračuje Studniční potok. Asi po jednom kilometru vstupuje do spodního okraje luční enklávy v Modrém dole a proti proudu Modrého potoka vede k nejbližšímu mostu. Ten překračuje a po zpevněné lesní cestě stoupá k jihovýchodu lesem do svahu Lesní hory, kde po chvíli končí na rozcestí s červeně značeným Okruhem Zeleným a Modrým dolem.

## Historie
Trasa dříve pokračovala Železnou stezkou na Richtrovy boudy, ale tento úsek byl přeznačen při vzniku výše uvedeného červeného okruhu.